# Lorenzo Jesús Blanco Marín
Lorenzo Jesús Blanco Marín (La Morera, 23 de diciembre de 1914 - Badajoz, España, 3 de octubre de 1995), fue un pintor español.
Afincado en Badajoz, donde se desarrolló la mayor parte de su vida artística y profesional, compartida con La Morera, población de la provincia de Badajoz, de la que fue nombrado hijo adoptivo.
Casado con María del Valle Nieto Marín, natural de La Morera.